# 酒泉温忠
酒泉 温忠（さかいずみ あつただ、1847年〈弘化4年〉 - 没年不明）は、明治時代の政治家。茨城県那珂郡湊町長、水戸市長。幼名は餘三郎。

## 経歴
水戸藩士酒泉新三郎の三男、水戸の長老である酒泉直の実弟。はじめ陸軍省に出仕し、のち警視庁に移り、茨城県警部となり、一旦辞職したのちに茨城県典獄となった。ついで福井県典獄から台南県典獄に転じたが、病を理由に帰郷した。
1894年（明治27年）那珂郡湊町長となり1年務め、1899年（明治32年）3月、水戸市長に就任し、茨城県農学校（水戸農学校の前身）の設立、茨城県高等女学校や水戸市立下市幼稚園の創立、水戸農学校の移転新築などに尽力した。

## 親族
- 兄 酒泉直（水戸町会議員）[1]
- 長男 酒泉真一（書家）[6]